# Véel
Pour l’article homonyme, voir Armand Le Véel.
Véel est un village français et une ancienne commune du département de la Meuse en région Grand Est. Depuis le 1er janvier 1973, Véel est administrativement associé au village de Fains-les-Sources  pour former la commune de Fains-Veel.

## Géographie
Véel est situé dans la région naturelle du Barrois, sur la rive gauche de l'Ornain, à environ 3 km à l'ouest de Bar-le-Duc.

## Toponymie
Peut représenter un diminutif du gaulois vidu, « bois » et suffixe -ellu, « petit bois ».

## Histoire
Ce village dépendait du Barrois mouvant et du diocèse de Toul avant 1790.
Le 1er janvier 1973, la commune de Véel est rattachée sous le régime de la fusion-association à celle de Fains-les-Sources qui devient Fains-Véel.

## Politique et administration

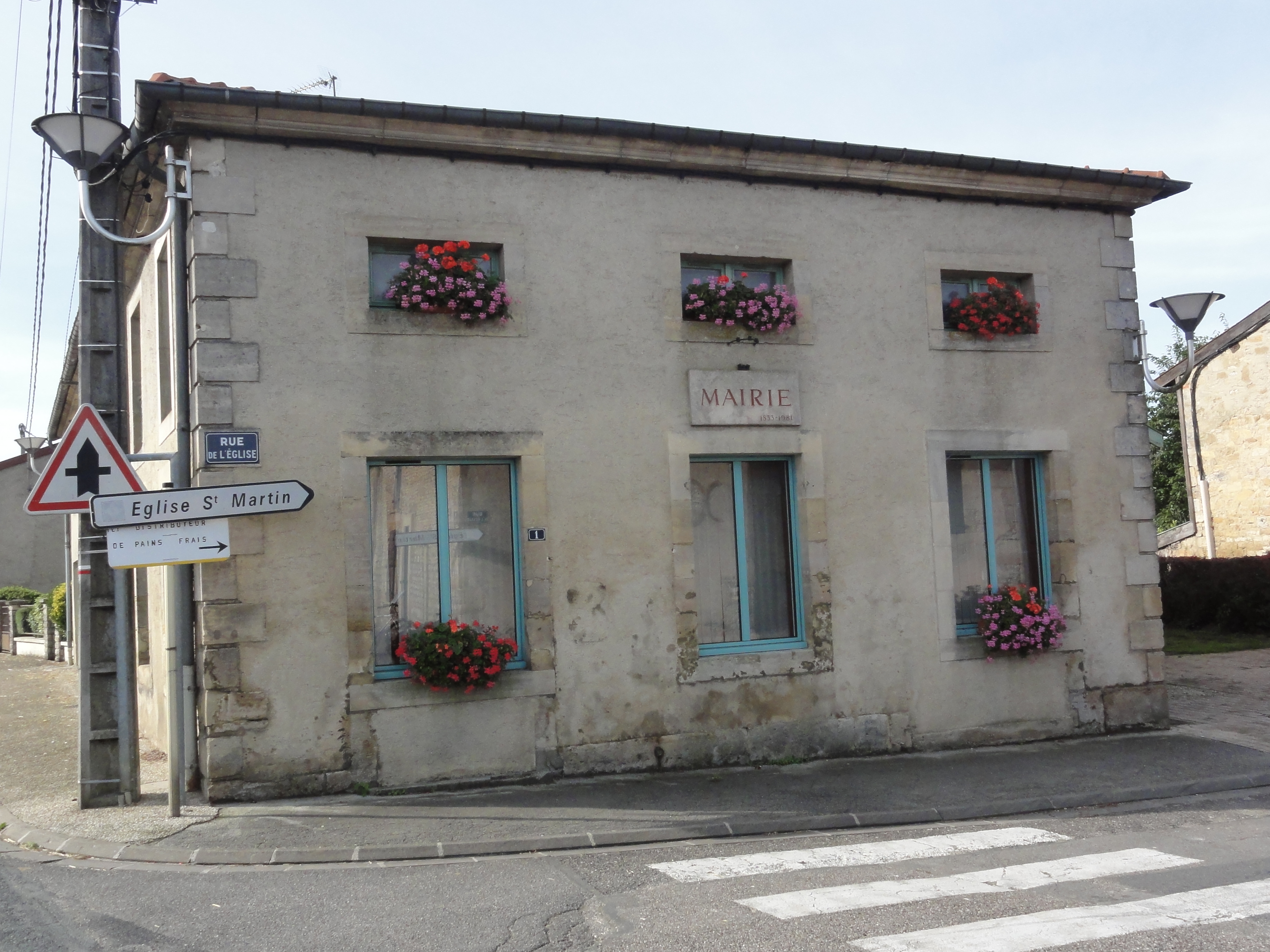
La mairie.

| Période                                  | Période     | Identité       | Étiquette | Qualité |
| ---------------------------------------- | ----------- | -------------- | --------- | ------- |
|                                          | XIXe siècle | Émile Gervaise |           |         |
| Les données manquantes sont à compléter. |             |                |           |         |

| Période                                  | Période  | Identité         | Étiquette | Qualité |
| ---------------------------------------- | -------- | ---------------- | --------- | ------- |
| 2014                                     | En cours | Michel Rousselot |           |         |
| Les données manquantes sont à compléter. |          |                  |           |         |

## Démographie
| 1793 | 1800 | 1806 | 1821 | 1831 | 1836 | 1841 | 1846 | 1851 |
| ---- | ---- | ---- | ---- | ---- | ---- | ---- | ---- | ---- |
| 135  | 161  | 169  | 182  | 210  | 218  | 218  | 219  | 217  |

| 1856 | 1861 | 1866 | 1872 | 1876 | 1881 | 1886 | 1891 | 1896 |
| ---- | ---- | ---- | ---- | ---- | ---- | ---- | ---- | ---- |
| 223  | 218  | 223  | 189  | 209  | 191  | 172  | 164  | 173  |

| 1901 | 1906 | 1911 | 1921 | 1926 | 1931 | 1936 | 1946 | 1954 |
| ---- | ---- | ---- | ---- | ---- | ---- | ---- | ---- | ---- |
| 147  | 151  | 135  | 127  | 138  | 139  | 154  | 126  | 141  |

| 1962 | 1968 | - | - | - | - | - | - | - |
| ---- | ---- | - | - | - | - | - | - | - |
| 126  | 124  | - | - | - | - | - | - | - |

## Lieux et monuments
- Église Saint-Martin du XVe siècle, de style ogival flamboyant, inscrite aux monuments historiques par arrêté du 19 octobre 1927[6]
- Tombes du Commonwealth au cimetière
- Fontaines

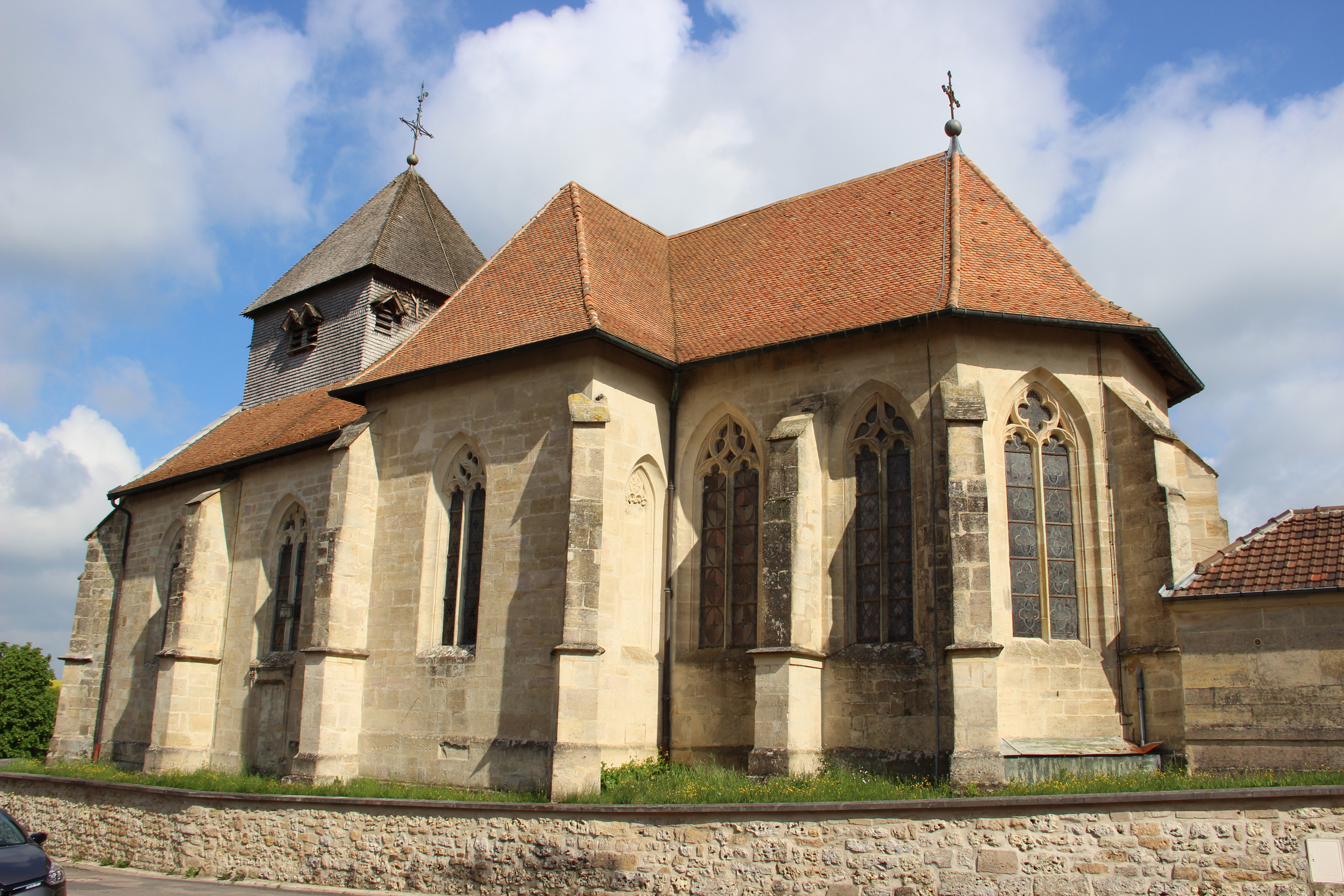
Église Saint-Martin.
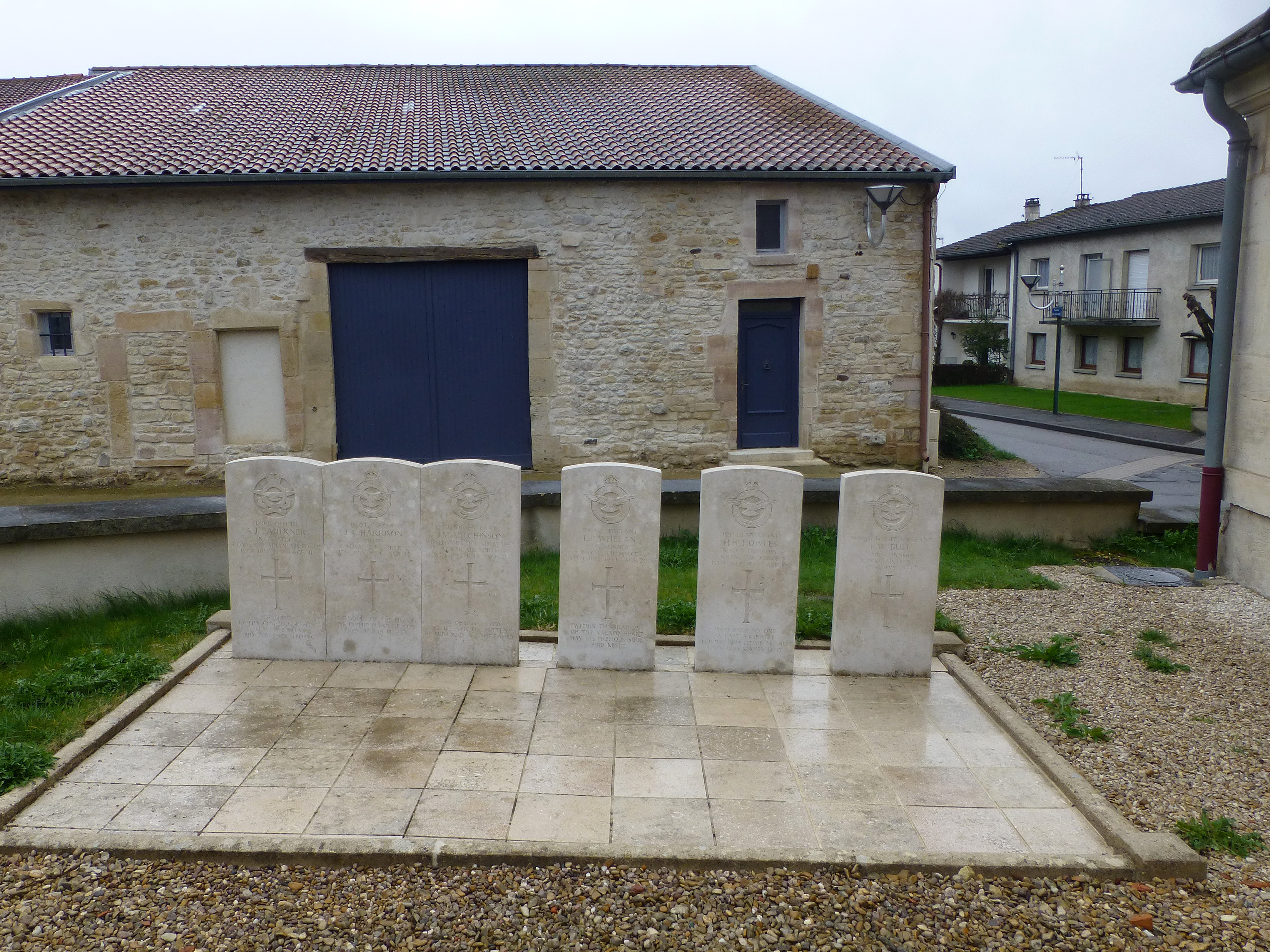
Tombes du Commonwealth.

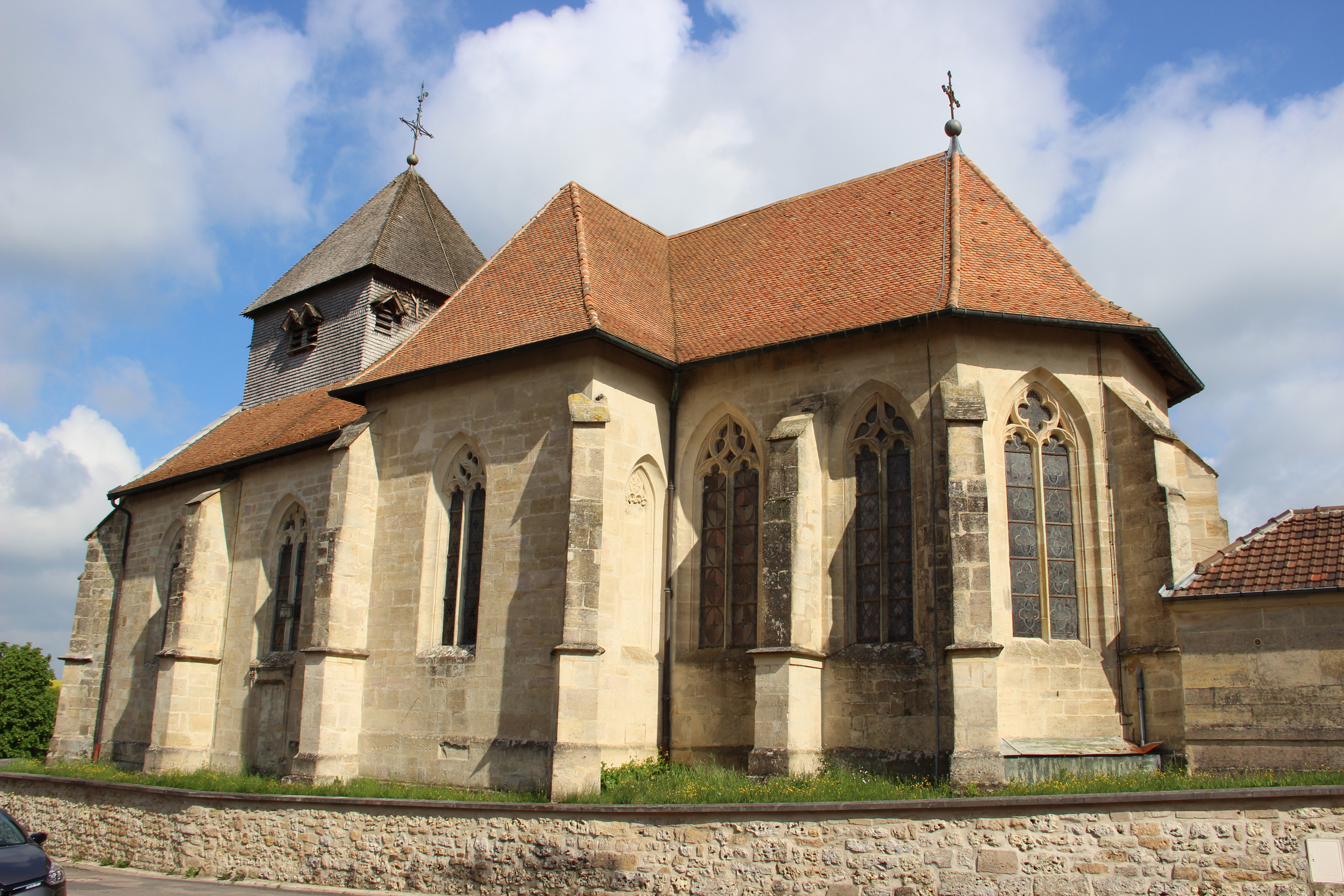
Église Saint-Martin.
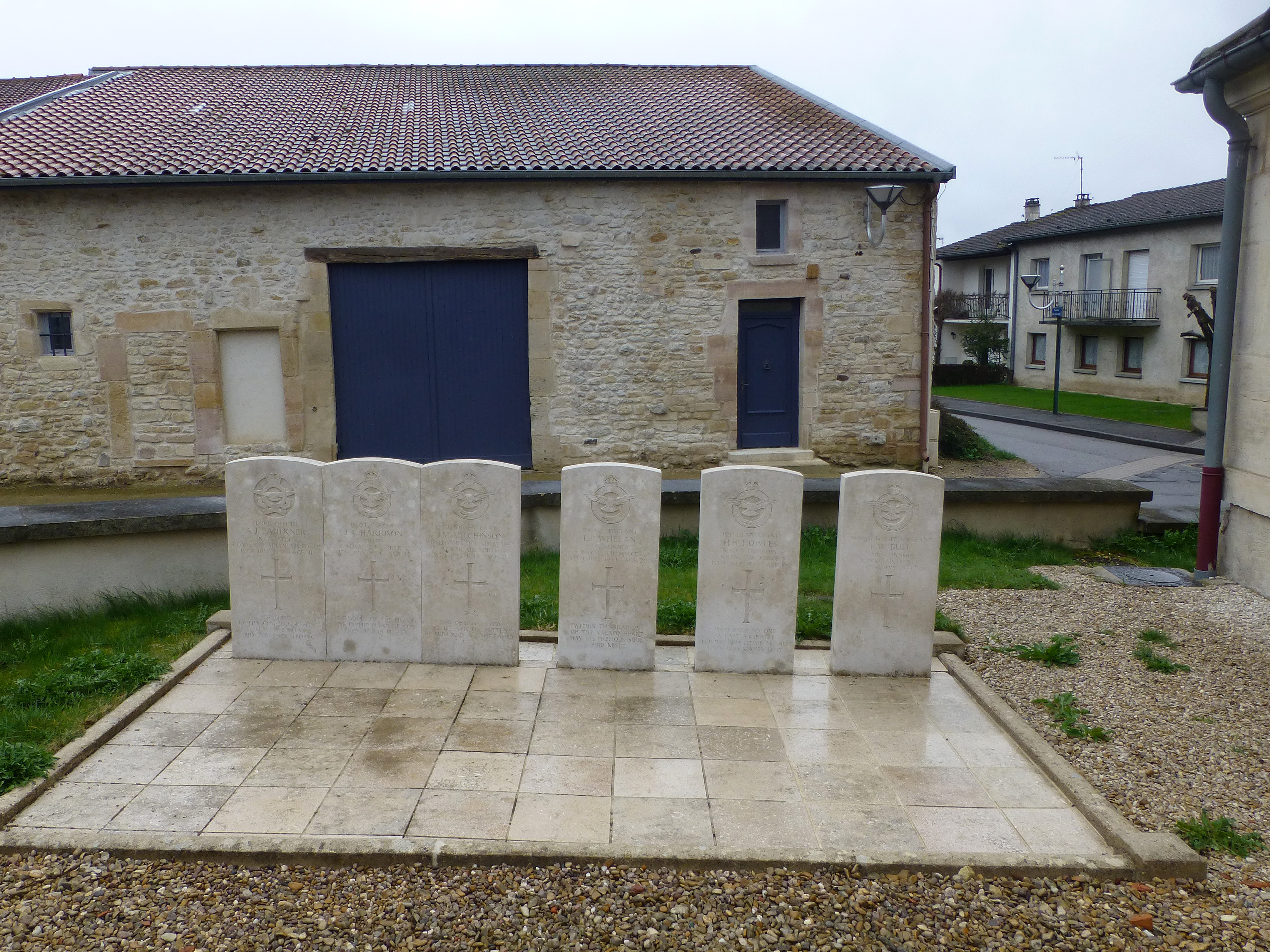
Tombes du Commonwealth.

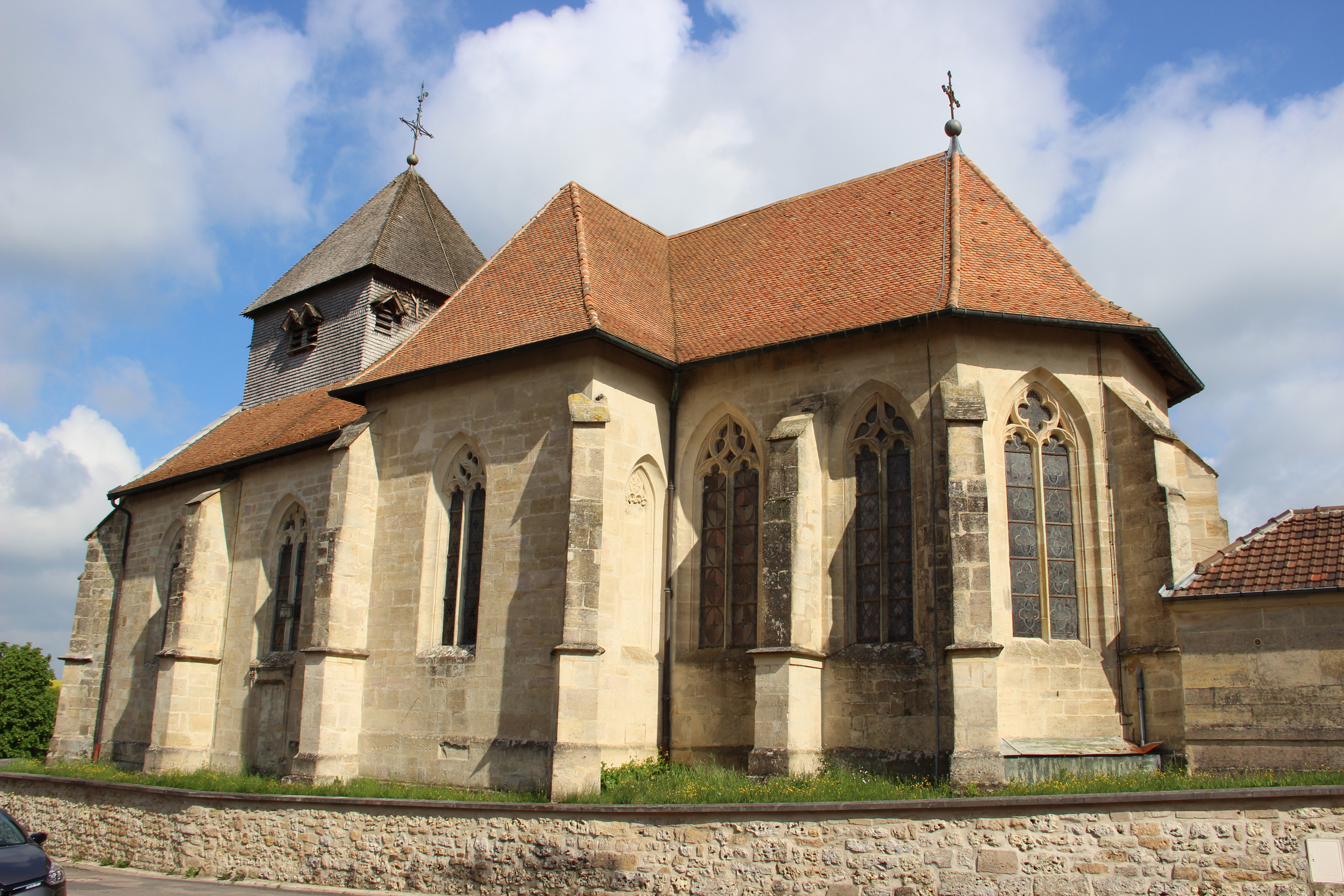
Église Saint-Martin.
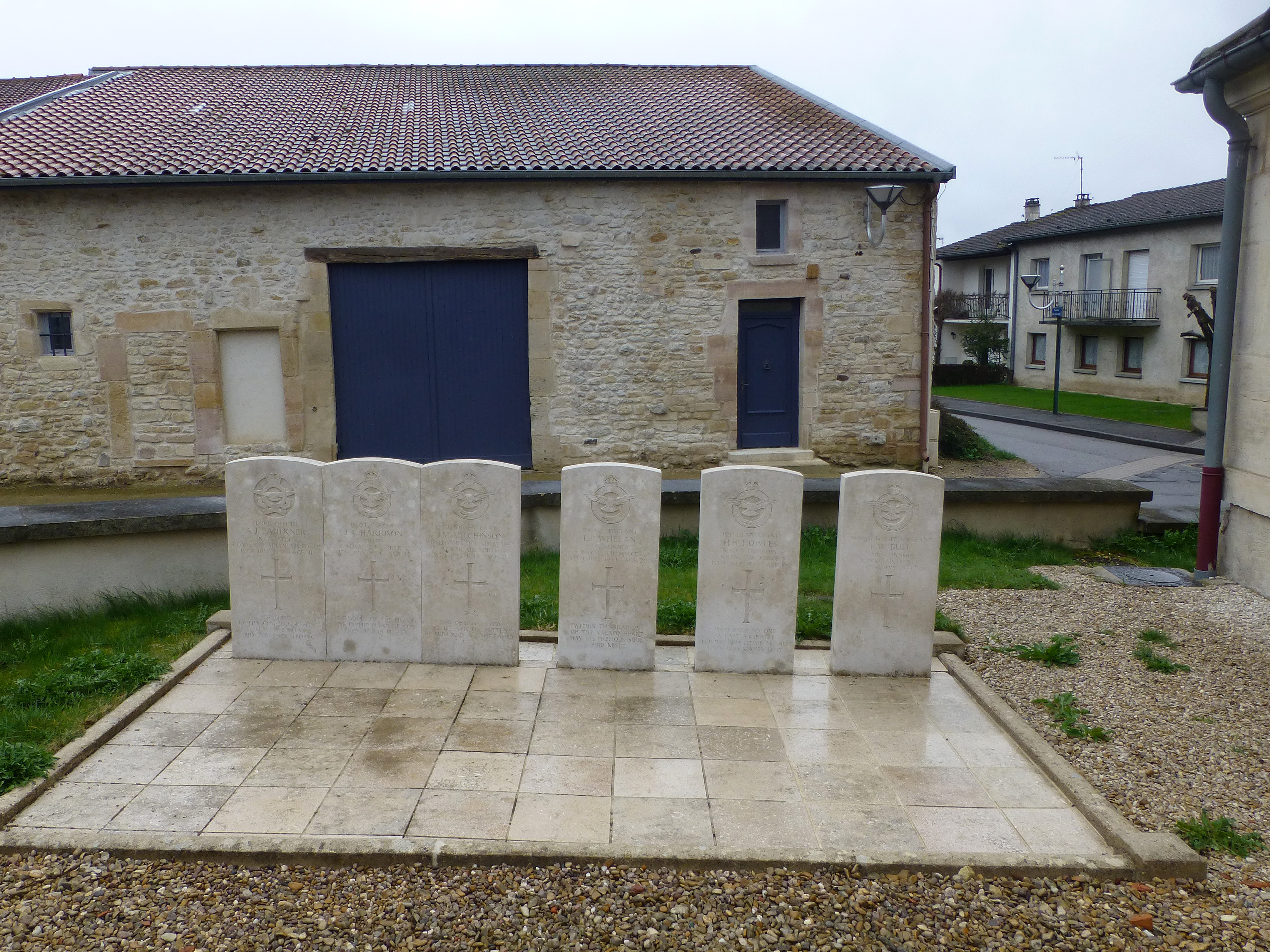
Tombes du Commonwealth.
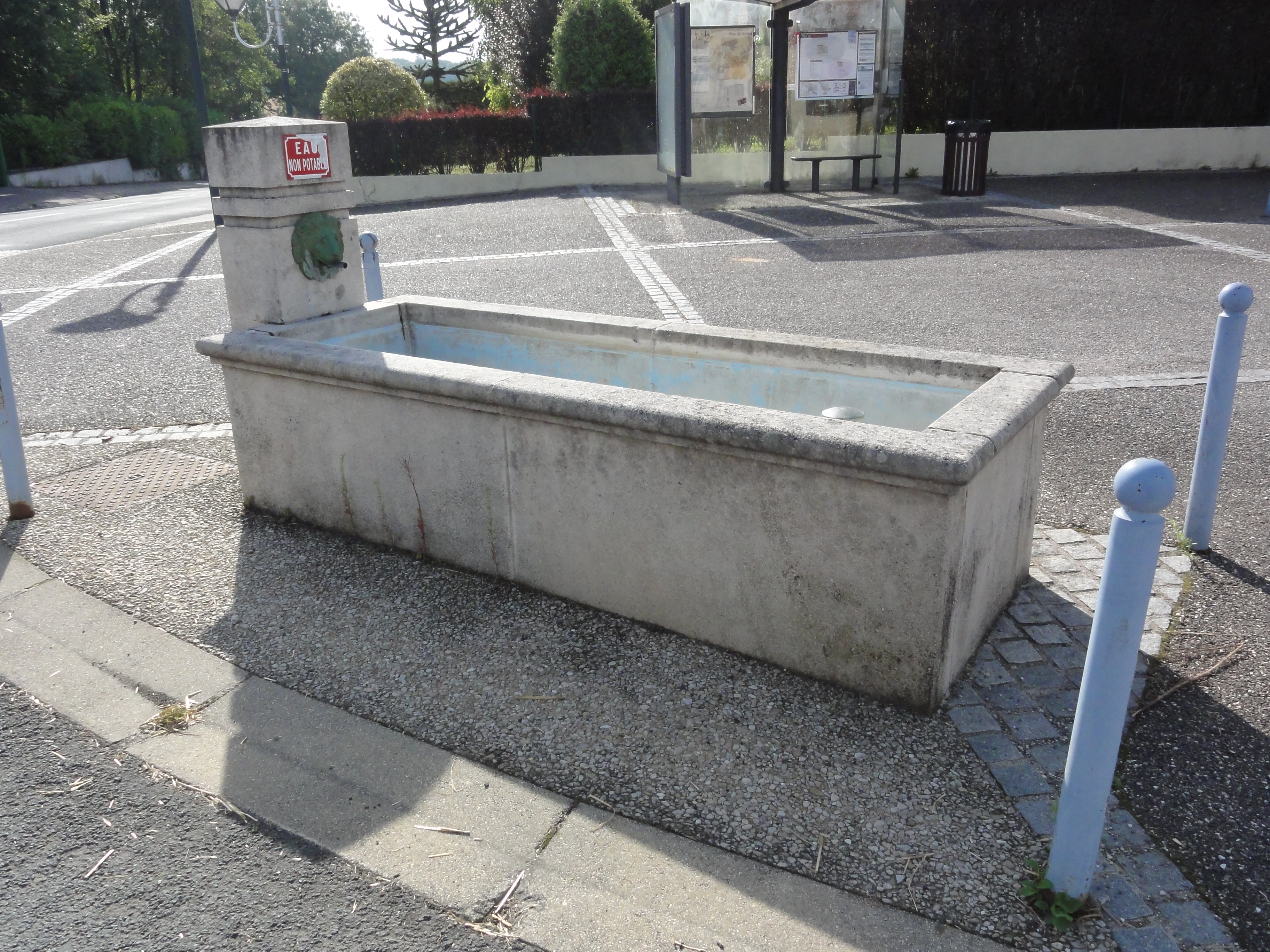
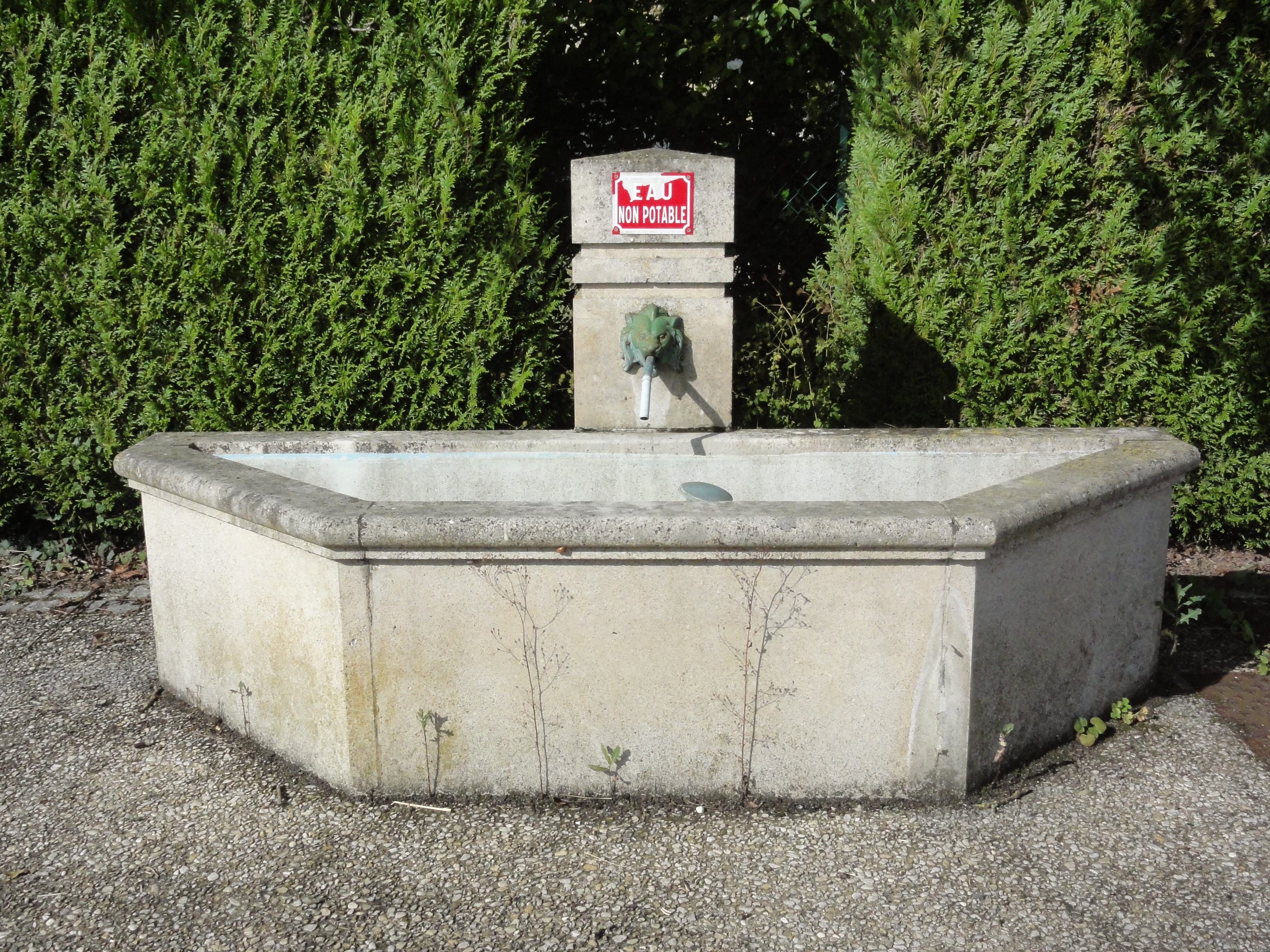

## Randonnée
Le village se trouve sur l'itinéraire du Sentier de Grande Randonnée GR 14 (aussi appelé sentier des Ardennes) qui relie Paris à Monjoie dans l’Eifel en passant par Bar-le-Duc,.

## Gentilé
Les habitants de Véel sont appelés les Veillots.